# Brad Treliving
Bradford J. „Brad“ Treliving (* 18. August 1969 in Penticton, British Columbia) ist ein ehemaliger kanadischer Eishockeyspieler und derzeitiger -funktionär. Seit Mai 2023 ist er als General Manager bei den Toronto Maple Leafs in der National Hockey League tätig, nachdem er in dieser Funktion bereits von 2014 bis 2023 für die Calgary Flames aktiv war. Als aktiver Spieler spielte er ausschließlich in Minor Leagues, hauptsächlich in der ECHL.

## Karriere

### Als Spieler
Brad Treliving wurde in Penticton geboren und spielte dort in seiner Jugend unter anderem für die Penticton Knights in der British Columbia Junior Hockey League (BCJHL). In der höherklassigen Western Hockey League konnte sich der Verteidiger allerdings nicht etablieren und war zwischen 1987 und 1989 nur sporadisch für die Portland Winter Hawks, Brandon Wheat Kings, Spokane Chiefs und Regina Pats aktiv. Nachdem er die Spielzeit 1989/90 bei den Ladner Penguins und somit ebenfalls in der BCJHL verbracht hatte, wechselte Treviling in die ECHL und somit in den Profibereich, wo er für die Winston-Salem Thunderbirds sowie die Greensboro Monarchs auflief. Von 1991 bis 1994 kam der Abwehrspieler auch gelegentlich in höherklassigen Ligen zum Einsatz, namentlich in der International Hockey League bei den Indianapolis Ice sowie in der American Hockey League (AHL) bei den New Haven Senators und den Prince Edward Island Senators, ohne dort jedoch Fuß zu fassen. Nach der Spielzeit 1994/95, die er wieder ausschließlich in der ECHL verbrachte, beendete Treliving nach fünf Profijahren seine aktive Karriere.

### Als Funktionär
Nach einem kurzen Hiatus war Treliving im Jahre 1996 einer der Mitbegründer der Western Professional Hockey League (WPHL) und fungierte fortan als deren Vizepräsident. In dieser Funktion war er in der Folge maßgeblich an der Fusion der WPHL mit der Central Hockey League (CHL) im Jahre 2001 beteiligt, wobei er die Position des Ligapräsidenten der CHL übernahm. Parallel dazu wurde er bereits zur Saison 2002/03 als neuer General Manager der San Antonio Rampage aus der AHL vorgestellt und stieg 2007 innerhalb der Organisation von deren NHL-Kooperationspartner, den Phoenix Coyotes, zum Assistenten vom neuen General Manager Don Maloney auf. Für die Coyotes war Treviling in dieser Funktion sieben Jahre tätig, wobei er weiterhin als General Manager ihres Farmteams fungierte (ab 2011 Portland Pirates).
Im April 2014 wurde der Kanadier dann als neuer General Manager der Calgary Flames vorgestellt. Zudem fungierte er bei der Weltmeisterschaft 2016 gemeinsam mit George McPhee als General Manager der kanadischen Nationalmannschaft, die bei dem Turnier die Goldmedaille gewann.
Nach der Saison 2022/23, im April 2023, entschied man sich in beidseitigem Einvernehmen, den im Juni 2023 auslaufenden Vertrag des Kanadiers in Calgary nicht zu verlängern. Zugleich wurde Don Maloney als neu beförderter President of Hockey Operations auch interimsweise zum General Manager ernannt, der in der Off-Season eine reguläre Nachfolge installieren sollte. Diese wurde letztlich Craig Conroy.
Nur wenig später wurde Treliving Ende Mai 2023 als neuer General Manager der Toronto Maple Leafs vorgestellt, wo er die Nachfolge von Kyle Dubas antrat.

## Karrierestatistik
(Legende zur Spielerstatistik: Sp oder GP = absolvierte Spiele; T oder G = erzielte Tore; V oder A = erzielte Assists; Pkt oder Pts = erzielte Scorerpunkte; SM oder PIM = erhaltene Strafminuten; +/− = Plus/Minus-Bilanz; PP = erzielte Überzahltore; SH = erzielte Unterzahltore; GW = erzielte Siegtore; 1 Play-downs/Relegation; Kursiv: Statistik nicht vollständig)

## Persönliches
Treliving ist verheiratet und Vater zweier Töchter. Sein Vater ist der Multimillionär Jim Treliving, dem seit 1983 die Restaurant-Kette Boston Pizza gehört.